# Synagogue Etz Hayyim
La synagogue Etz Hayyim, en hébreu : בית הכנסת עץ חיים, est le seul vestige survivant de la communauté juive, autrefois romaniote, sur l'île de Crète, en Grèce. Après avoir été restaurée, la synagogue (avec son mikvé) est devenue une destination touristique et attire la visite de dignitaires étrangers comme la reine Sophie d'Espagne et la sœur de l'ancien roi Constantin II de Grèce, qui y effectue une visite soudaine et inopinée, le 6 mars 2006.
Après sa rénovation, en 1995, elle est la cible d'un incendie criminel, par un citoyen britannique, le 5 janvier 2010.

## Source de la traduction
- (en) Cet article est partiellement ou en totalité issu de l’article de Wikipédia en anglais intitulé « Etz Hayyim Synagogue » (voir la liste des auteurs).